# 1948年オーストラリア選手権 (テニス)
1948年 オーストラリア選手権（1948ねんオーストラリアせんしゅけん、1948 Australian Championships）に関する記事。オーストラリア・メルボルン市内にある「クーヨン・テニスクラブ」にて開催。

## 大会の流れ
- 男子シングルスは「32名」の選手による5回戦制で行われ、シード選手は10名であった。
- 女子シングルスは「28名」の選手による5回戦制で行われた。シード選手は8名で、第1・第2シードと他の2名の選手に「1回戦不戦勝」（抽選表では“Bye”と表示）があった。

## シード選手

### 男子シングルス
1. ジョン・ブロムウィッチ　（準優勝）
2. エイドリアン・クイスト　（優勝、8年ぶり3度目）
3. ビル・シッドウェル　（ベスト4）
4. ジェフ・ブラウン　（ベスト4）
5. コリン・ロング　（ベスト8）
6. フランク・セッジマン　（ベスト8）
7. ライオネル・ブロディー　（2回戦）
8. ロバート・マッカーシー　（ベスト8）
9. ジム・ブリンク　（2回戦）
10. エディ・モイラン　（ベスト8）

### 女子シングルス
1. ナンシー・ウィン・ボルトン　（優勝、3年連続5度目）
2. テルマ・コイン・ロング　（2回戦＝初戦、不戦敗）
3. メアリー・ベビス　（ベスト4）
4. マリー・トゥーミー　（準優勝）
5. パトリシア・ジョーンズ　（2回戦）
6. ネル・ホール・ホップマン　（ベスト8）
7. サディー・ニューカム　（2回戦）
8. ダルシー・ウィテカー　（1回戦）

## 大会経過

### 男子シングルス
準々決勝
- ジョン・ブロムウィッチ vs.  フランク・セッジマン　6-2, 6-4, 6-4
- ジェフ・ブラウン vs.  エディ・モイラン　7-5, 6-2, 2-6, 7-5
- ビル・シッドウェル vs.  コリン・ロング　6-2, 5-7, 6-2, 6-0
- エイドリアン・クイスト vs.  ロバート・マッカーシー　6-3, 6-2, 6-3

準決勝
- ジョン・ブロムウィッチ vs.  ジェフ・ブラウン　3-6, 2-6, 6-4, 6-4, 7-5
- エイドリアン・クイスト vs.  ビル・シッドウェル　6-1, 6-2, 1-6, 6-3

### 女子シングルス
準々決勝
- ナンシー・ウィン・ボルトン vs.  ジョーン・タックフィールド　6-2, 6-0
- メアリー・ベビス vs.  ネル・ホール・ホップマン　7-5, 6-4
- マリー・トゥーミー vs.  ドリー・ジェンキンス　8-6, 6-3
- エズミ・アシュフォード vs.  クレア・プロクター　6-1, 6-0

準決勝
- ナンシー・ウィン・ボルトン vs.  メアリー・ベビス　6-3, 6-4
- マリー・トゥーミー vs.  エズミ・アシュフォード　4-6, 7-5, 6-4

## 決勝戦の結果
- 男子シングルス： エイドリアン・クイスト vs.  ジョン・ブロムウィッチ　6-4, 3-6, 6-3, 2-6, 6-3
- 女子シングルス： ナンシー・ウィン・ボルトン vs.  マリー・トゥーミー　6-3, 6-1
- 男子ダブルス： エイドリアン・クイスト＆ ジョン・ブロムウィッチ vs.  フランク・セッジマン＆ コリン・ロング　1-6, 6-8, 9-7, 6-3, 8-6
- 女子ダブルス： ナンシー・ウィン・ボルトン＆ テルマ・コイン・ロング vs.  メアリー・ベビス＆ パトリシア・ジョーンズ　6-3, 6-3
- 混合ダブルス： コリン・ロング＆ ナンシー・ウィン・ボルトン vs.  ビル・シッドウェル＆ テルマ・コイン・ロング　7-5, 4-6, 8-6